# كيث ميلز (رجل أعمال)
كيث ميلز (بالإنجليزية: Keith Mills)‏ هو شخصية أعمال بريطاني، ولد في 15 مايو 1950 في برنتوود ‏ في المملكة المتحدة.

## روابط خارجية
- كيث ميلز على موقع أوليمبيديا (الإنجليزية)